# Γ-undecalattone
Γ-undecalattone è un lattone chiamato anche aldeide C14. Trova grande uso in profumeria per fornire alle fragranze una sfumatura fruttata alla pesca. Si presenta come liquido incolore, cremoso e solubile in alcool.